# Shinbashira
 (décembre 2021).

Un shinbashira (心柱, aussi écrit 真柱 ou 刹/擦, satsu) est le pilier central situé au cœur d'une pagode ou d'une structure similaire.
Sa fonction initiale est de permettre aux pagodes japonaises de résister aux fréquents séismes de l'archipel.
Constatant la résistance exceptionnelle des pagodes traditionnelles à quatre étages au Japon (seules deux se sont effondrées au cours des 1 400 dernières années à cause d'un séisme), les architectes d'aujourd'hui utilisent toujours un shinbashira[Information douteuse], ainsi dans la récente Tokyo Skytree qui en dispose d'un en son sein.

## Histoire
Le Hōryū-ji, la structure en bois la plus ancienne du monde, dispose d'un shinbashira issu d'un arbre abattu en l'an 594, d'après une étude de 2001. Leurs exemples se poursuivent au cours des siècles à venir dans d'autres tō (塔, pagode) comme le Hokki-ji dans la préfecture de Nara au VIIIe siècle, et le Kaijūsen-ji (en) à Kyoto.

## Architecture
La structure du pilier est faite de troncs droits de cyprès japonais (hinoki). Le pilier s'étend sur toute la hauteur de la pagode et fait saillie hors de la « couche » supérieure de la pagode, où il supporte le fleuron de la pagode. Le shinbashira est un élément typique des pagodes japonaises confrontées à des tremblements de terre réguliers, mais ne peut être trouvé en Chine ou en Corée, qui ne sont pas ou du moins pas fréquemment frappées par les tremblements de terre et où d'autres méthodes ont été développées à la place,.
Les plus anciennes formes architecturales montrent un profond enracinement du pilier dans les fondations. Celui du Gojū-no-tō est par exemple enterré jusqu'à 3 m de profondeur.
À cette époque, les piliers étaient fuselés et devenaient presque circulaires dès lors qu'ils dépassaient le toit, tout en ayant une base hexagonale. Cette forme était nécessaire car les pièces métalliques étaient ajustées au pilier central pour soutenir la flèche. Les utilisations postérieures au XIIe siècle les utilisent suspendues juste au-dessus du sol, ce qui en fait des suspensions, comme dans le Nikkō Tōshō-gū (1818) dans la préfecture de Tochigi.
La taille a une incidence sur la fragmentation des piliers trouvés datant du VIIIe siècle. Le pilier central du Goju-no-to au Hōryūji a une hauteur de 31,5 m pour un diamètre de 77,8 cm à la base, 65,1 cm au milieu et environ 24,1 cm au milieu de la flèche. Ces énormes piliers devaient être divisés en trois sections : de la base en pierre au deuxième étage ; du troisième étage au point où commence la flèche, et la section de la flèche. L'arbre d'une pagode à deux étages (三重塔, sanjū-no-tō) est divisé entre les premier et deuxième étages et là où commence la flèche. Durant le VIIIe siècle, des shinbashira ont été érigés sur une base en pierre posée au niveau du sol.

## Résistance aux séismes
Le Japon est une région du monde sujette aux tremblements de terre. Pourtant, les chroniques historiques montrent que seulement deux pagodes se sont effondrées au cours des 1 400 dernières années à cause d'un séisme. Le séisme de 1995 à Kobe a tué 6 400 personnes, renversé des autoroutes surélevées, aplati des immeubles de bureaux et dévasté la zone portuaire de Kobe. Pourtant, il a épargné la grande pagode de quatre étages du temple Tō-ji de Kyoto pourtant située à proximité, bien qu'il ait détruit un certain nombre de bâtiments dans le quartier. La raison traditionnellement invoquée est le shinbashira ; des recherches plus récentes montrent que les avant-toits très larges contribuent également à la stabilité inertielle de la pagode,,.
Certaines des pagodes modèles de l'ingénieur en structure Shuzo Ishida ont un shinbashira simulé fixé au sol, comme cela était courant dans les pagodes construites entre le VIe et le VIIIe siècle. D'autres simulent des conceptions ultérieures avec un shinbashira reposant sur une poutre au premier étage ou suspendu au quatrième. Par rapport à un modèle sans shinbashira, Ishida constate que celui avec une colonne centrale ancrée au sol survit le plus longtemps et est au moins deux fois plus solide. Les études sur le shinbashira et ses attributs résistant aux séismes ont été nombreuses. Ces études se matérialisent maintenant même dans des bâtiments en brique et en mortier comme la Tokyo Skytree.

## Usages modernes
À la suite d'études sur la structure du shinbashira et son utilité dans la résistance aux séismes, il est toujours utilisé dans des structures modernes telles que la Tokyo Skytree. Une caractéristique centrale de la tour est un système de contrôle du balancement utilisé pour la première fois et surnommé « shinbashira » d'après le pilier central trouvé dans les pagodes traditionnelles à quatre étages. Le shinbashira en béton armé de 375 mètres de long n'est pas directement connecté à la tour elle-même et est conçu pour amortir les secousses de la tour lors d'un tremblement de terre.
Selon un responsable de la Nikken Sekkei, qui a conçu la structure, le concept a été développé sur l'observation que les pagodes s'écroulent rarement lors des tremblements de terre[réf. nécessaire].
Plus récemment à San Francisco, la rénovation du 680 Folsom Street, un bâtiment en acier de treize étages datant des années 1960, a inspiré une itération ultra-moderne du shinbashira : un noyau de béton structurel de 4 millions de tonnes qui peut librement pivoter sur un seul frottement coulissant lors d'un grand tremblement de terre[réf. nécessaire].